# 샌디 앨런
샌디 앨런(Sandy Allen, 1955년 6월 18일 ~ 2008년 8월 13일)은 미국의 배우활동을 했으며, 기네스 북에 등재된 최장신 여성이다.
1998년, 앨런이 43세가 되던 해에 기네스 북에 등재하였다. 샌디 앨런은 키가 232cm였으며 2008년 이전까지는 가장 큰 여성이었다. 샌디 앨런은 말단비대증에 걸려 있었다. 2008년, 샌디 앨런은 53세의 나이로 사망하였다.